# Hartwig Kuhlenbeck
Hartwig Kuhlenbeck (ur. 2 maja 1897 w Jenie, zm. 14 grudnia 1984 w Filadelfii) – niemiecko-amerykański lekarz, neuroanatom.

## Życiorys
Syn profesora prawa Ludwiga Kuhlenbecka  (1857–1920) i Helene z domu Ayrer. Studiował najpierw filozofię na Uniwersytecie w Jenie u Rudolfa Euckena, od 1921 studiował medycynę. W 1922 otrzymał tytuł doktora medycyny. Był lekarzem okrętowym i praktykował w Meksyku. W latach 1924–1927 wykładał neuroanatomię na Uniwersytecie Tokijskim. Od 1927 do 1933 asystent w Instytucie Anatomicznym Uniwersytetu w Jenie. W 1933 emigrował do Stanów Zjednoczonych. Tam związany z Mount Sinai Hospital w Nowym Jorku, od 1935 do 1971 profesor neuroanatomii w Filadelfii. 

## Wybrane prace
- The ontogenetic development of the diencephalic centers in a bird's brain (chick) and comparison with the reptilian and mammalian diencephalon. „The Journal of Comparative Neurology”. 66 (1), s. 23–75, 1937. DOI: 10.1002/cne.900660103.
- The ontogenetic development and phylogenetic significance of the cortex telencephali in the chick. „The Journal of Comparative Neurology”. 69 (2), s. 273–301, 1938. DOI: 10.1002/cne.900690207.
- Hartwig Kuhlenbeck, Ruth N. Miller. The pretectal region of the rabbit's brain. „The Journal of Comparative Neurology”. 76 (2), s. 323–365, 1942. DOI: 10.1002/cne.900760207.
- The development and structure of the pretectal cell masses in the chick. „The Journal of Comparative Neurology”. 71 (2), s. 361–387, 1939. DOI: 10.1002/cne.900710205.
- Hartwig Kuhlenbeck, Ruth N. Miller. The pretectal region of the human brain. „The Journal of Comparative Neurology”. 91 (3), s. 369–407, 1949. DOI: 10.1002/cne.900910304.
- Über die Homologien der Zellmassen im Hemisphärenhirn der Wirbeltiere.. „Folia Anatomica Japonica”. 2 (5-6), s. 325–364, 1924. DOI: 10.2535/ofaj1922.2.5-6_325.
- Brain and consciousness; some prolegomena to an approach of the problem. „Confinia Neurologica”. 17 (Suppl), s. 1–344, 1957. PMID: 13437683.